# Linnaemya frater
Linnaemya frater là một loài ruồi trong họ Tachinidae.